# Santo Stefano di Sessanio
Santo Stefano di Sessanio település Olaszországban, Abruzzo régióban, L’Aquila megyében. Lakosainak száma 114 fő (2023. január 1.). Santo Stefano di Sessanio Calascio, Castelvecchio Calvisio, Isola del Gran Sasso d’Italia, Barisciano, Carapelle Calvisio és L’Aquila községekkel határos.

## Népesség
A település lakossága az elmúlt években az alábbi módon változott:
| Lakosok száma | 113  | 110  | 114  |
|               | 2017 | 2018 | 2023 |